# Stefan Marschall
Stefan Marschall (* 1968 in Gerolstein) ist Politologe und Professor für Politikwissenschaft an der Heinrich-Heine Universität Düsseldorf. Er ist u. a. Autor des einführenden Lehrbuchs Das Politische System Deutschlands (UTB, 2023).

## Leben
Stefan Marschall wurde 1968 in Gerolstein in Rheinland-Pfalz geboren. Er studierte Politikwissenschaft, Soziologie und Psychologie an der Rheinischen Friedrich-Wilhelms-Universität Bonn und an der University of Pittsburgh, USA. Er war Honorarmitarbeiter für das Referat „Öffentlichkeitsarbeit“ des Deutschen Bundestages und Mentor für Politikwissenschaft am Studienzentrum Köln der FernUniversität Hagen. 1998 folgte die Promotion an der FernUniversität Hagen und eine anschließende Anstellung als Wissenschaftlicher Mitarbeiter und Wissenschaftlicher Assistent an der Heinrich-Heine-Universität Düsseldorf. Er habilitierte 2004 an der Philosophischen Fakultät der Universität Düsseldorf mit der Lehrbefugnis für das Fach Politikwissenschaft. Von 2004 bis 2008 war er Hochschuldozent für Politikwissenschaft in Düsseldorf. 2005 bis 2006 hatte er dazu eine Professurenvertretungen an der Universität Duisburg-Essen und der Justus-Liebig-Universität Gießen inne. Anschließend war Stefan Marschall von 2008 bis 2010 Professor für Politikwissenschaft an der Universität Siegen. Seit 2010 arbeitet Stefan Marschall wieder an der Heinrich-Heine-Universität Düsseldorf als Professor für Politikwissenschaft. Einer der Forschungsschwerpunkte ist dabei die Analyse des Wahl-O-Mat. mit dem Schwerpunkt Politisches System Deutschlands. Von 2019 bis Oktober 2024 war er Prorektor für Internationales und Wissenschaftskommunikation.
Er ist verheiratet und hat Kinder.

## Monographien
- Das Politische System Deutschlands. (UTB, Bd. 2923). UVK Verlag, München 2023 (5. Aufl.), ISBN 978-3-8252-5884-9.
- Parlamentarismus. Eine Einführung (=Studienkurs Politikwissenschaft). Nomos. Baden-Baden 2018 (4. Aufl.) 2018, ISBN 978-3-7560-0450-8.
- Handwörterbuch des politischen Systems der Bundesrepublik Deutschland, Springer Fachmedien, Wiesbaden 2021, ISBN 978-3-658-23665-6 (mit Uwe Andersen, Jörg Borgumil, Wichard Woyke)
- Demokratie (UTB, Bd. 4029). Budrich, Opladen 2014, ISBN 978-3-8252-4029-5. Parallelausgabe: Bundeszentrale für Politische Bildung, Bonn 2014, ISBN 978-3-8389-0426-9.
- Parteien in NRW. Klartext, Essen 2013, ÍSBN 978-3-8375-0771-3 (als Herausgeber).
- Der Deutsche Bundestag: wie parlamentarische Demokratie funktioniert, Dt. Bundestag, Berlin 2009.
- Transnationale Repräsentation in Parlamentarischen Versammlungen. Demokratie und Parlamentarismus jenseits des Nationalstaates. Nomos, Baden-Baden 2005, ISBN 978-3-8329-1502-5 (zugleich Habilitationsschrift, Univ. Düsseldorf 2004).
- Grenzenlose Macht? Politik und Politikwissenschaft im Umbruch, Festschrift für Ulrich von Alemann zum 60. Geburtstag. Nomos, Baden-Baden 2004 ISBN 978-3-8329-0876-8 (als Herausgeber zusammen mit Christoph Strünck).
- Parteien in der Mediendemokratie, Westdeutscher Verlag, Wiesbaden 2002, ISBN 978-3-531-13704-9 (als Herausgeber zusammen mit Ulrich von Alemann).
- Parlamentsreform. Ziele, Akteure, Prozesse. Verlag für Sozialwissenschaften, Wiesbaden 1999, ISBN 978-3-8100-2275-2.
- Öffentlichkeit und Volksvertretung. Theorie und Praxis der Public Relations von Parlamenten. Westdeutscher Verlag, Opladen 1999, ISBN 978-3-531-13327-0 (zugleich Dissertation Fernuniversität Hagen).